# Drapelul Grenadei

Drapelul Grenadei -- Proporțiile steagului - 3:5

Drapelul Grenadei a fost adoptat odată cu independența față de Regatul Unit, la 7 februarie 1974. Drapelul a fost proiectat de Anthony C. George de Soubise în parohia St. Andrew. Pavilionul civil este același, cu excepția faptului că are un raport de 1:2 în loc de 3:5. Pavilionul naval se bazează pe pavilionul britanic alb, având acest steag în partea stângă sus (și care se extinde spre cruce).
Drapelul este compus dintr dreptunghi cu un chenar roșu mare în jurul lui, chenar în care se află șase stele cu cinci colțuri de aur, reprezentând cele șase parohii, trei centrate pe marginea de sus și trei centrate pe margine de jos. Dreptunghiul este împărțit în patru triunghiuri: două de aur (cele de sus și de jos) și două verzi (în stânga spre lance și în dreapta spre partea liberă). Discul roșu suprapus peste centru și steaua galbenă cu cinci colțuri din interior reprezintă Carriacou și Petite Martinique. Simbolul din triunghiul verde dinspre lance reprezintă o sămânță de nucșoară, ca simbol al principalei culturi din Grenada. Reprezintă, de asemenea, o legătură cu fostul nume al Grenadei, Insula Condimentului.
Culoarea roșie a steagului reprezintă curajul și vitalitatea, auriul reprezintă înțelepciunea și căldura, iar verdele pentru vegetația și agricultura.

## Steaguri istorice

Drapelul Grenadei din 1875-1903
Drapelul Grenadei din 1903-1967
Drapelul Grenadei din 1967-1974